# Acacia penninervis
Acacia penninervis är en ärtväxtart som beskrevs av Dc. Acacia penninervis ingår i släktet akacior, och familjen ärtväxter.

## Underarter
Arten delas in i följande underarter:
- A. p. longiracemosa
- A. p. penninervis

## Bildgalleri

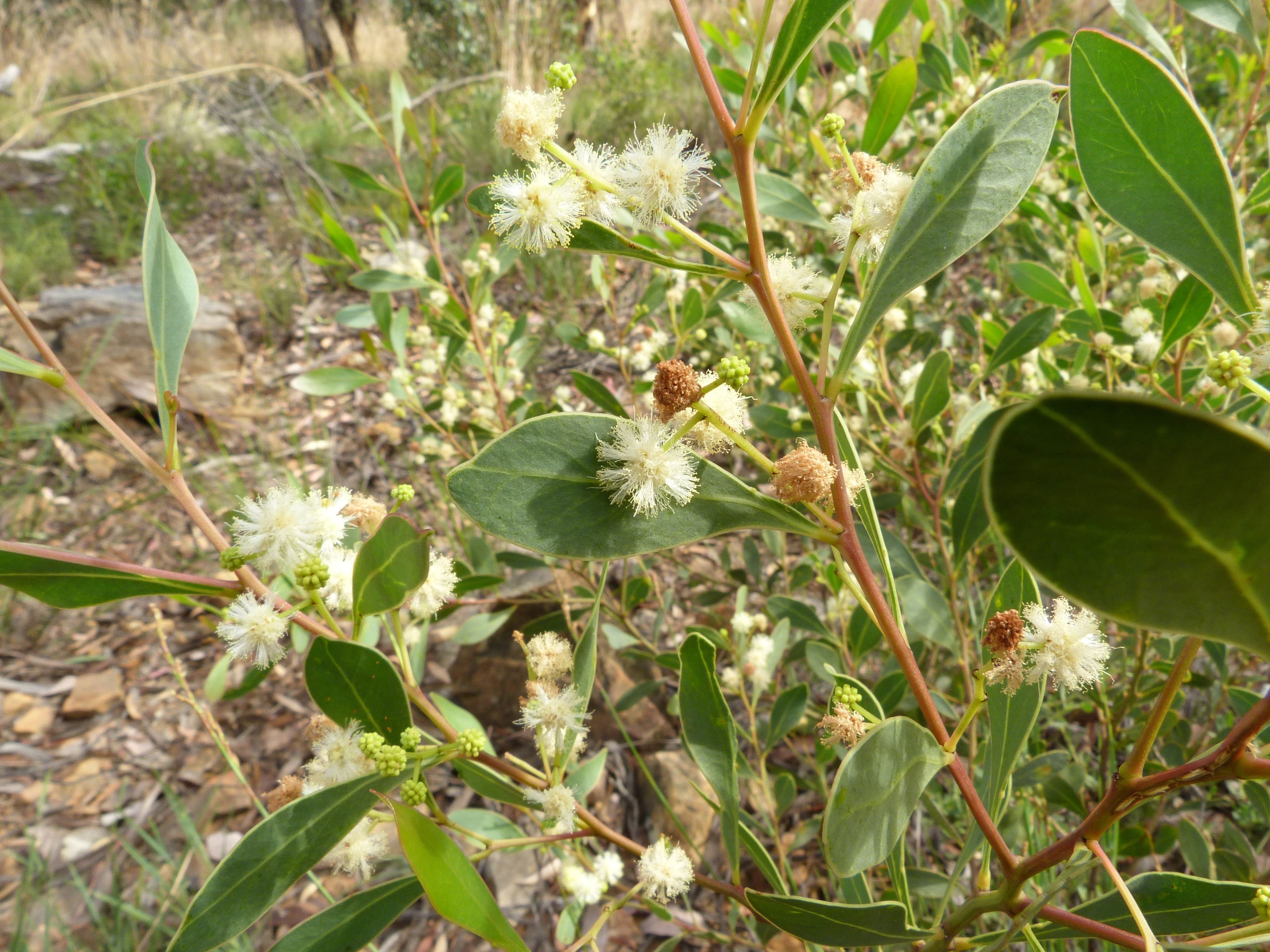